# Tetrastichus ancyferovi
Tetrastichus ancyferovi är en stekelart som beskrevs av Kostjukov 1990. Tetrastichus ancyferovi ingår i släktet Tetrastichus och familjen finglanssteklar. Inga underarter finns listade i Catalogue of Life.